# Johannes Bonus
Johannes Bonus (* 1168 in Mantua; † 23. Oktober 1249 ebenda) war ein italienischer Laienbruder.

## Leben
Johannes Bonus wurde in Mantua im Jahr 1168 geboren. Zunächst war er fahrender Gaukler, doch als er 40-jährig stark erkrankte, tat er Buße. Fortan lebte er streng religiös als Einsiedler in Cesena. Ab ungefähr 1217 bekam er Freunde, die ihn sehr verehrten. Man vermutet, dass neun von zehn Eremitenkonvente während Bonus’ Lebzeiten gegründet wurden. Die Gefährten um Bonus schlossen sich zu den Johannboniten oder auch Jamboniten zusammen; 1243 schrieb ihnen Innozenz IV. vor, die Regeln des Augustinerklosters zu befolgen. Zusammen mit anderen italienischen Einsiedler-Vereinen ordnete Alexander IV. in seiner Päpstlichen Bulle Licet ecclesiae catholicae vom 13. August 1256 die Johannboniten in den Augustinereremitenorden ein. Bonus selbst war bereits am 23. Oktober 1249 in seiner Heimatstadt verstorben, im Jahr 1483 sprach Sixtus IV. ihn selig.